# Ранк, Жорж Жозеф
 Жорж Жозеф Ранк (фр. Georges Joseph Ranque; 7 февраля 1898, Амберьё-ан-Бюже — 15 января 1973, Коломб) — французский инженер и изобретатель.
Окончил Политехническую школу в Париже (1918), работал на частных металлургических предприятиях в Монлюсоне, после Второй мировой войны переключился на работы в области авиации.

## Труба Ранка
В конце 1920-х годов Ранк занимался исследованием процессов, происходящих в устройствах для очистки газа от пыли. Это привело его к изобретению устройства, позднее названного Труба Ранка. Работая над совершенствованием циклонов для очистки газов от пыли, Ранк заметил, что струя газа, выходящая из центра циклона, имеет более низкую температуру, чем исходный газ, подаваемый в циклон. Устройство Ранка представляло собой своеобразную центрифугу, куда поступал газ для очистки. При вращении центрифуги тяжёлые частицы пыли разлетались в стороны, а очищенная струя газа выходила с другой стороны установки. При этом температура выходящего газа почему-то оказывалась ниже температуры входящего. Дальнейшие исследования Ранка привели к тому, что ему удалось разделить вращающийся поток воздуха на холодный и горячий. Уже в конце 1931 года он подал заявку на изобретённое устройство, названное им «вихревой трубой». Французские учёные тогда с недоверием отнеслись к этому изобретению и высмеяли доклад Ранка, сделанный в 1933 году на заседании Французского физического общества, — поскольку, по их мнению, работа вихревой трубы, в которой происходило разделение подаваемого в неё воздуха на горячий и холодный потоки, противоречила законам термодинамики. Поэтому получить патент Ранку удалось только в 1934 году и то не на Родине, а в Соединённых Штатах Америки (Патент США № 1952281).
Более 20 лет открытие Ранка игнорировалось. Лишь в 1946 году немецкий физик Рудольф Хильш опубликовал работу об экспериментальных исследованиях вихревой трубы (нем. Die Expansion von Gasen im Zentrifugalfeld als Kälteprozeß), в которой дал рекомендации для конструирования таких устройств. С тех пор их называют «трубами Ранке — Хильша».